# Camp de concentration de Heuberg
 (avril 2024).
Si vous disposez d'ouvrages ou d'articles de référence ou si vous connaissez des sites web de qualité traitant du thème abordé ici, merci de compléter l'article en donnant les références utiles à sa vérifiabilité et en les liant à la section « Notes et références ».
Le  camp de concentration de Heuberg est un camp de concentration allemand de mars à novembre 1933, situé à Schwenningen, une commune de l'arrondissement de Sigmaringen dans le Bade-Wurtemberg.
Heuberg a été le premier camp de concentration du Troisième Reich. Plus de 2 000 personnes y ont été détenues. Dès 1934, la Wehrmacht en prend possession jusqu'au début de la Seconde Guerre mondiale.
À partir de 1940, un camp de travail de guerre y est installé, avec plus de 400 baraquements. De 1941 à 1942, la Strafdivision 999 y stationne avant d'être déplacée à Ulm. De 1943 à 1945 y ont stationné successivement la SS Freies Indien Legion, la 29e division SS de grenadiers et même des miliciens français du régime de Vichy.
Le 1er mars 1945 eut lieu le premier lancement au monde d’une fusée pilotée de type Bachem Ba 349 "Natter". Elle s’écrasa, tuant son pilote d'essai, le lieutenant Lothar Sieber.
Enfin, le 22 avril 1945, les troupes françaises prennent possession du camp et de la caserne. Il y avait à ce moment plus de 20 000 prisonniers de guerre.
Après 1945, les Français y installent un Centre d’Instruction du Matériel et la Base aérienne 243 Stetten jusqu'en 1964, puis BA 520 à partir de 1964.